# Danio (Historia Regum Britanniae)
Danio (Danius; fl. IV-III secolo a.C.) fu un sovrano leggendario della Britannia, menzionato da Goffredo di Monmouth nella pseudostoria Historia Regum Britanniae.
Era figlio di Sisillio II, e successe al fratello Cinario. Dopo di lui regnò Morvido, suo figlio illegittimo, avuto dalla concubina Tangustela.